# Kinderheim A. S. Makarenko
Das Kinderheim A. S. Makarenko ist ein 1953 eröffnetes Kinderheim im Berliner Ortsteil Johannisthal in Treptow-Köpenick. Es war ein Normalkinderheim sowie später Hilfsschulheim im System der Kinderheime der Jugendhilfe in der DDR. Aufgrund seiner Platzkapazität von 600 Kindern war es das größte Kinderheim in der DDR. Es wurde 1998 geschlossen. Die Gesamtanlage steht unter Denkmalschutz.

## Geschichte

### Verlauf

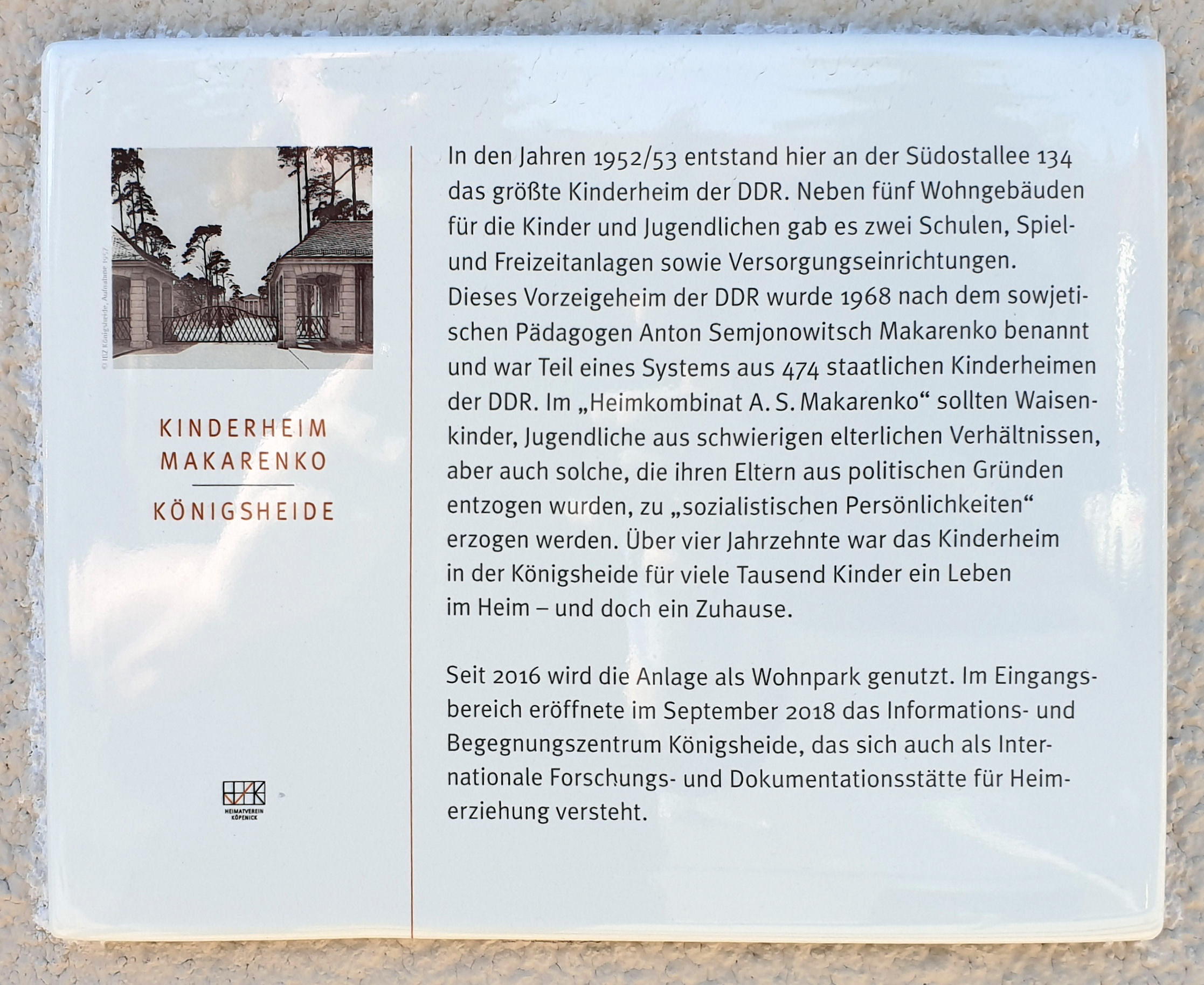
Gedenktafel am Eingangsbereich

Am 30. Mai 1952 wurde durch Friedrich Ebert junior und Herbert Fechner der Grundstein für das neue Hauptkinderheim des Magistrats von Berlin Ost in der Berliner Königsheide gelegt. Nach 18 Monaten Bauzeit erfolgte die offizielle Einweihung am 2. Dezember 1953. Es sollte für die gesamte Heimerziehung in der DDR wegweisend sein.
Die als Normalkinderheim konzipierte Einrichtung nahm in ihren Anfangsjahren vorwiegend Kinder auf, deren Eltern sich durch die Auswirkungen des Zweiten Weltkriegs nicht um sie kümmern konnten. Am 30. November 1968 wurde dem bisher als Kinderheim in der Königsheide benannten Heim der Name A. S. Makarenko verliehen. Ab 1. September 1981 fanden nur noch Heimkinder mit Hilfsschulstatus Aufnahme. Die auf dem Heimgelände befindlichen zwei Schulgebäude wurden in diesem Zuge von einer Polytechnischen Oberschule in eine Hilfsschule umgewandelt. Nach der Wiedervereinigung Deutschlands ging es in die Trägerschaft des Jugendaufbauwerkes über. 1995 wurde die Einrichtung in ein Sozialpädagogisches Jugendzentrum (SPJZ) umgewandelt, bis dieses Ende März 1998 geschlossen wurde. Über viele Jahrzehnte bestand eine enge Partnerschaft zur Kinderstadt Fót in Ungarn (Gyermekváros Fót). Ebenfalls war das Kinderheim Mitglied in der FICE. Im Rahmen des Nationalen Aufbauwerks (NAW) erfolgten in den Anfangsjahren der Einrichtung umfangreiche Erweiterungen mit Freizeitobjekten. Auch verfügte das Kinderheim zu unterschiedlichen Zeitepochen über eigene Ferienlager in Prieros und Kastaven.

### Kunst am Bau

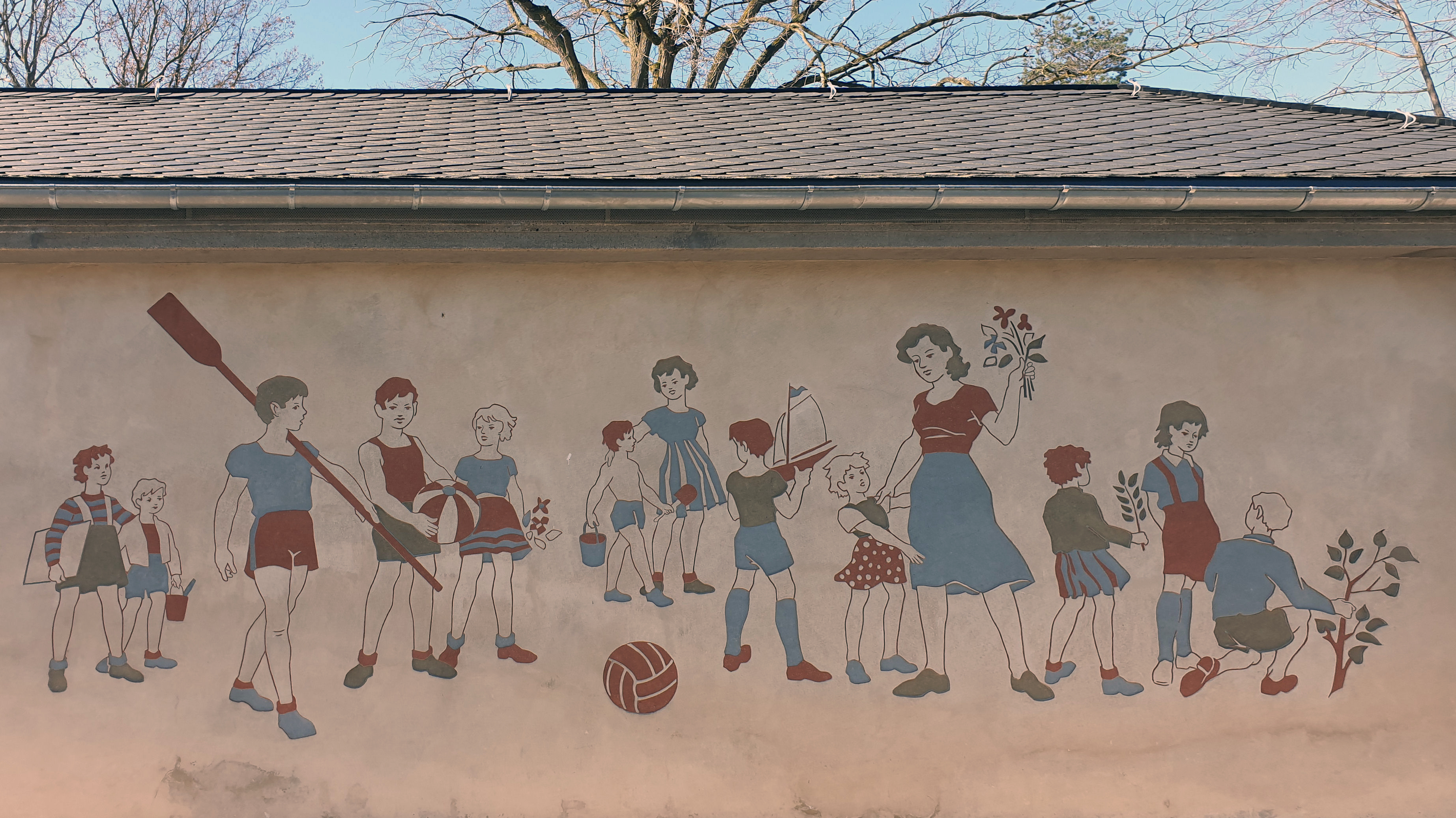
Wandmalerei am Eingangsbereich

Bei der Errichtung des Kinderheims in den Jahren 1952 bis 1953 wurde viel Wert auf die Kunst am Bau gelegt. So wurden die Gebäude mit Plastiken, einer Vielzahl von Sgraffiti sowie künstlerisch gestalteten Fenstern versehen. Zu den beteiligten Künstlern gehörten Wolfgang Frankenstein, Ferdinand Friedrich (1902–1972), Bert Heller, Paul Rosié, Charly Hähnel, Rolf Lindemann, Ingeborg Meyer-Rey, Fritz Ritter, Walter Womacka, Wolfram Schubert und Walter Womacka.

### Architektur
Die Gebäude wurden im Sozialistischen Klassizismus von den Architekten Gerhard Eichler (* 1908), Gerhard Höft (* 1913) und Hermann Henselmann errichtet. 1950 hatte zuvor der Architekt Konrad Sage einen moderneren Entwurf vorgelegt. Im Sommer 1968 erhielt Gerhard Lichtenfeld vom Direktor des Kinderheims den Auftrag, eine Büste und eine Gedenkplakette zu Anton S. Makarenkos zu entwerfen. Die Makarenko-Plakette wurde von seinem Assistenten Bernd Göbel gestaltet. Die Büste wurde Anfang 1970 dem Kinderheim übergeben, stand jedoch nicht lange im Haus 6, da es um 1973/1974 zu einem Vorfall kam und die Büste seither verschollen ist.

### Direktoren
- 1953–1964: Günter Riese[4]
- 1964–1972: Dr. Siegfried Graupner
- 1972–1975: Ruth Dreßler
- 1975–1981: Horst Binder
- 1983–1984: Irene Kompaß
- 1987–1988: Hans-Joachim Spielmann
- ab 1989: Achim Rebbig
- bis 1998: Michael Hütte

## Gebäude

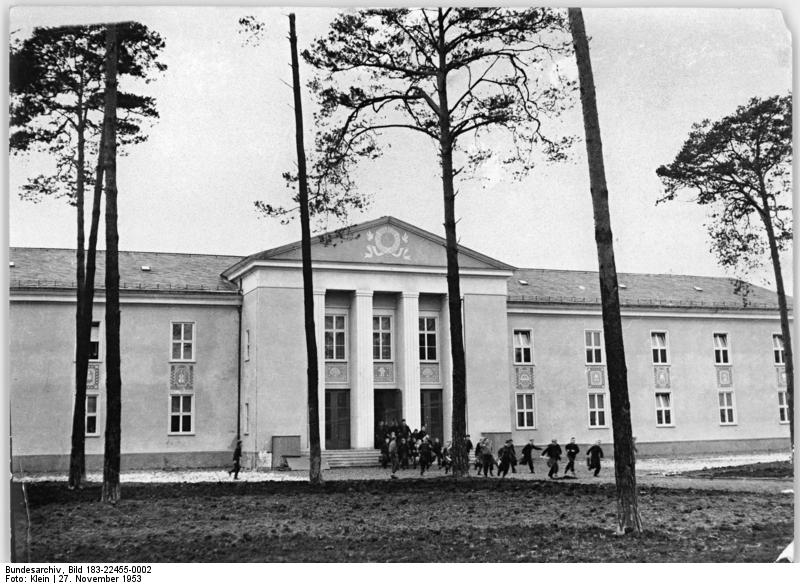
Schulgebäude des Kinderheims 1953
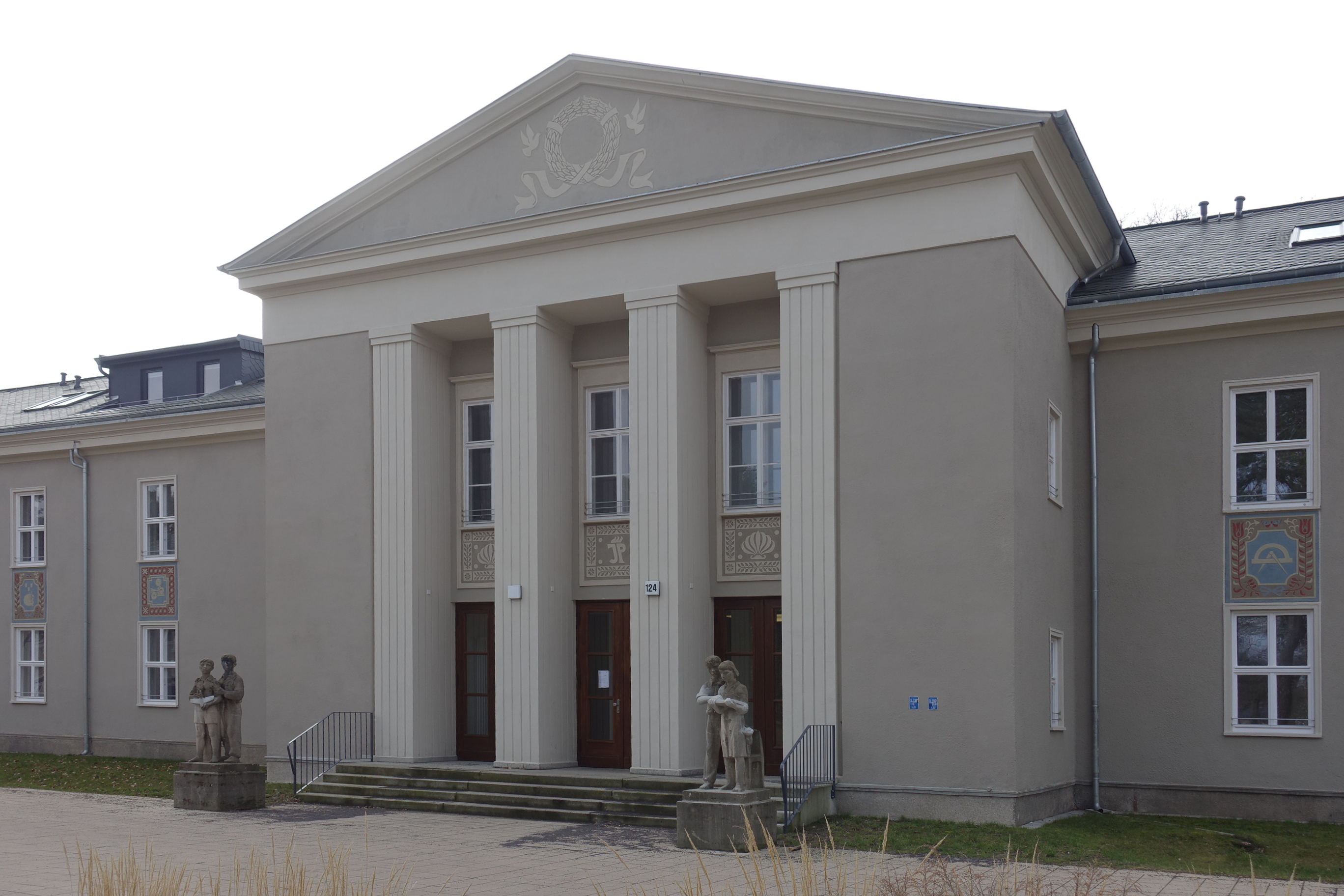
Schulgebäude des Kinderheims 2019
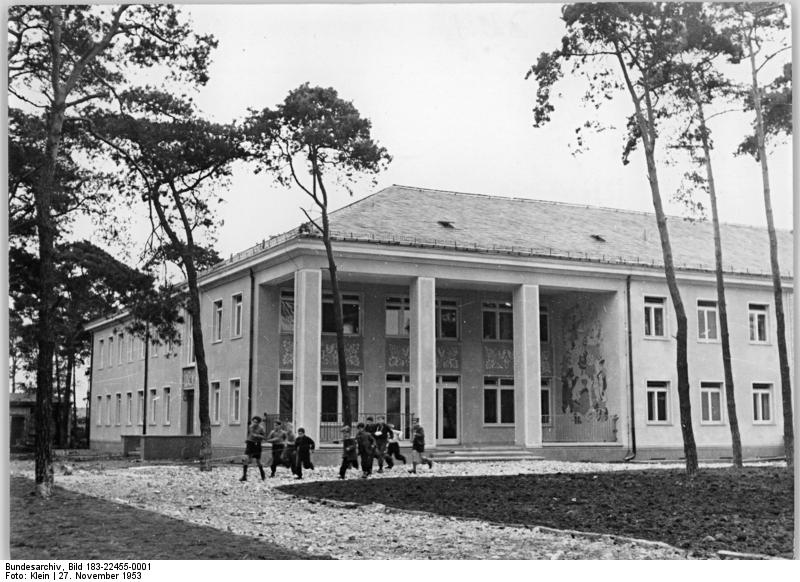
Haus 1 (Wohnhaus für 120 Kinder)
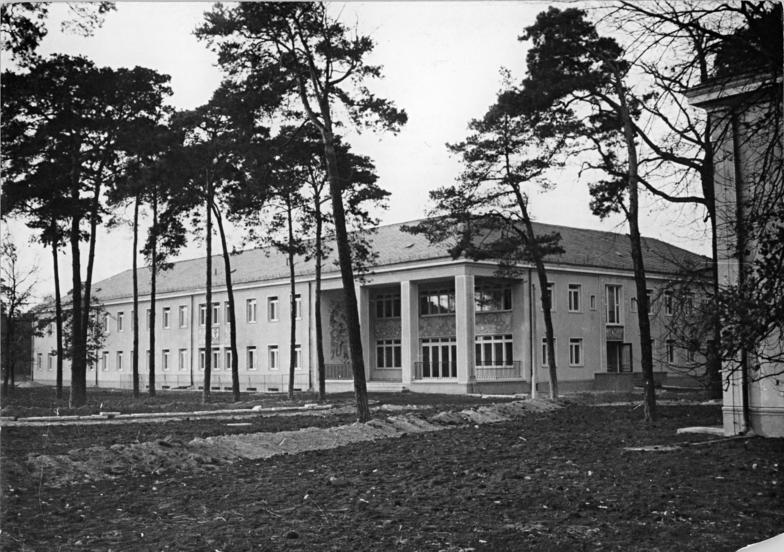
Haus 2 (Wohnhaus für 120 Kinder)

## Heutige Nutzung
Seit 2016 wird das Gelände als Wohnpark genutzt. Am 29. September 2018 eröffnete im Eingangsbereich des Wohnparks das Informations- und Begegnungszentrum Königsheide, kurz IBZ Königsheide, das sich auch als internationale Forschungs- und Dokumentationsstätte für Heimerziehung versteht. Es dokumentiert die Geschichte des größten Kinderheims der DDR und allgemein der Heimerziehung.

## Filmdokumentation
Im Jahr 1974 entstand unter der Regie von Peter Heinrich an der Filmhochschule Babelsberg der Dokumentarfilm Zöglinge, der einen Blick in das Kinderheim der DDR wirft und den Heimalltag in der Königsheide zeigt; in der DDR wurde der Film jedoch verboten, sodass lediglich die Rohschnittfassung erhalten blieb.

## Bekannte Bewohner und Mitarbeiter des Kinderheims
- Inge Heym (* 1933), Szenaristin und Drehbuchautorin
- Ernst-Georg Schwill (1939–2020), Schauspieler
- Heinz Klevenow junior (1940–2021), Schauspieler und Theaterintendant
- John Erpenbeck (* 1942), Wissenschaftler und Buchautor
- Klaus-Dieter Vogel (1942–2021), Maler
- Klaus Kordon (* 1943), Schriftsteller
- Katja Havemann (* 1947), Bürgerrechtlerin und Autorin[9]
- Detlef Soost (* 1970), Tänzer und Choreograf